# Gunzelin II. (Schwerin)
Gunzelin II. (* vor 1185; † 1220/1221) war Graf von Schwerin.
Nach dem Tod des Vaters Gunzelin I. übernahm erst Gunzelins Bruder Helmold I. als ältester Sohn die Grafschaft Schwerin. Im 1194 gab Helmold I. die Grafschaft an seine Brüder Gunzelin II. und Heinrich I. ab.
Verheiratet war Gunzelin mit Oda, deren Herkunft unbekannt ist. Gemeinsam hatten sie eine Tochter Idda (Oda), welche mit einem unehelichen Sohn des dänischen Königs Waldemar II. (Dänemark), dem Grafen Niels (Nikolaus) von Halland, verheiratet wurde.
Seine letzte bekannte Urkunde gibt es über Bandenitz vom 14. Dezember 1220. Diese hat er, ihrem Inhalte nach zu schließen, in Erwartung seines Todes ausgestellt. Am 28. Februar 1221 wird schon der dänische König Waldemar als Verwalter seines Anteiles an der Grafschaft genannt.